# Gérard Besson (Historiker)

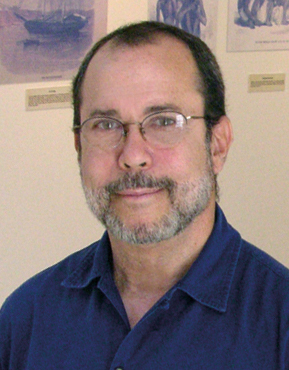
Gérard Besson (2007)

Gérard Anthony Besson (* 20. Januar 1942 in Port of Spain; † 25. Juli 2023 ebenda) war ein trinidadischer Historiker, Schriftsteller und Verleger.

## Leben
Gérard wurde 1942 als einziges Kind von Joseph und Margaret Besson in Port of Spain geboren. Der Vater war ein weißer Plantagenaufseher, dessen Familie ursprünglich französischer Abstammung war, seine farbige Mutter arbeitete in der Ölindustrie. Nach der Trennung seiner Eltern noch vor Erreichen des Schulalters wuchs er im katholischen, patoissprachigen Haushalt der Großmutter mütterlicherseits auf. Er besuchte eine staatliche Grundschule in Port of Spain-Downtown und danach die St. Thomas High School in Belmont. Mit 15 trat er ins Berufsleben ein und arbeitete unter anderem im Dienstleistungs- und Produktionsgewerbe; dabei verkehrte er in Intellektuellenkreisen und lernte Samuel Selvon und V. S. Naipaul kennen. In den 1960er-Jahren sympathisierte er mit der Black-Power-Bewegung, die auch Trinidad erfasste.
1965 erbte er nach dem Tod seiner Großmutter eine signifikante Geldsumme und bereiste Großbritannien, wo er vergeblich versuchte, als Maler und Schriftsteller Fuß zu fassen. Nach seiner Rückkehr arbeitete er in Trinidad als Texter bei verschiedenen Werbeagenturen, wobei er in den späten 1960er-Jahren mediale Aufmerksamkeit erzielte, als er als erster Werber Trinidads schwarze Models für die Bewerbung hochpreisiger Produkte einsetzte. 1973 machte er sich gemeinsam mit dem Musiker Clive Bradley mit einer eigenen Agentur selbständig. Ebenfalls 1973 heiratete er Sheelagh Hezekiah. Aus der Ehe gingen drei Söhne hervor. Von 1979 bis 1985 saß Besson für zwei Amtsperioden im Rat der University of the West Indies (UWI).
Zu Beginn der 1980er-Jahre war Besson Mitglied des Schriftsteller- und Historikerzirkels um Olga Mavrogordato, Witwe von Arthur Stephen Mavrogordato. Die Gruppe, der auch Anthony de Verteuil und Michael Anthony angehörten, befasste sich mit der Geschichte und kulturellen Tradition Trinidad und Tobagos. 1981 gründete Besson den Verlag Paria Publishing, um zunächst nicht mehr im Druck befindliche Werke zur Geschichte Trinidads und Tobagos neu aufzulegen. In den folgenden 35 Jahren publizierte sein Verlag über 130 Bücher, zum größten Teil Sachbücher trinidadischer Historiker. Von 1982 bis 1985 war Besson Direktor des National Museum and Art Gallery in Port of Spain. 1995 wurde Bessons Werbeagentur von Lonsdale Saatchi & Saatchi aufgekauft; Besson blieb Creative Director.
1996 trennte er sich von seiner Frau; 1998 heiratete er die Deutsche Alice Schwarz. 2002 schied er aus dem Berufsleben aus, blieb dem Kulturbetrieb aber ehrenamtlich erhalten. In den 2000er-Jahren kuratierte er Ausstellungen in mehreren Museen, so im Museum at the House of Angostura (2001–2003), in der Heritage Library (2004) und im National Museum and Art Gallery (2007). 2005 war Besson Mitglied des Leitungsgremiums des National Trust sowie des Gremiums zur Schaffung der Academy of Arts, Letters, Culture and Public Affairs an der University of Trinidad and Tobago. Von 2011 bis 2014 war er auf Einberufung des damaligen Präsidenten George Maxwell Richards hin Mitglied der staatlichen Antidiskriminierungskommission Equal Opportunities Commission.
Besson war Mitglied der Association of Caribbean Historians und des Caribbean Publishers Network.
Er starb am 25. Juli 2023 im Alter von 81 Jahren in seinem Haus im Port of Spainer Stadtteil Cascade.

## Werk
Bessons Werk als Historiker umfasst unterschiedliche Aspekte trinidadischer und tobagonischer Kultur und Geschichte, was zum Teil auf Forschungsaufträge von Firmen und Institutionen zurückzuführen ist. Ein zentrales Element seines Prosawerks ist die Geschichte der afro-französischen Trinidadier, zu denen auch seine Familie zählt. Die Geschicke dieser Ethnie sind ein zentrales Element seiner Romane The Voice in the Govi und From the Gates of Aksum. Die Handlungen seiner Romane sind fiktiv, spielen aber vor realen historischen Hintergründen, insbesondere Roume de St. Laurent … A Memoir, der nahe am Schicksal von Philippe Rose Roume de Saint-Laurent angesiedelt ist, einem französischen Abenteurer, der im späten 18. Jahrhundert signifikanten Einfluss auf die Entwicklung der damals spanischen Kolonie Trinidad ausübte, indem er die Cedula de populación in der Karibik bekannt machte, ein Edikt des für Trinidad zuständigen spanischen Ministers José de Gálvez y Gallardo, das ab 1783 die verstärkte Ansiedlung katholischer, insbesondere französischer Bürger auf der bis 1797 spanischen Insel Trinidad gestattete und dadurch einen signifikanten Bevölkerungszuwachs und eine rasch ansteigende Wirtschaftsleistung der Insel ermöglichte.
2000 und 2001 zeichnete Besson verantwortlich für The Land of Beginnings, eine in 24 Ausgaben erschienene, monatliche Beilage der Tageszeitung Trinidad Newsday mit historischen Themen, die vom trinidadischen Fernsehsender TTT als dreiteilige Dokumentation verfilmt wurde. Kontrovers aufgenommen wurde sein 2010 erschienenes Buch The Cult of the Will, das sich zu einem guten Teil mit dem ehemaligen trinidadischen Premierminister Eric Williams auseinandersetzt und diesem eine geschichtswissenschaftlich nicht etablierte Ansicht zur Rolle Großbritanniens in der Kolonialgeschichte Trinidads sowie rassistische Anklänge bei der Gestaltung seiner Politik unterstellt.
Besson betrieb mit den Caribbean History Archives ein privates Weblog, das Erkenntnisse der trinidadischen Geschichtsforschung sammelte.

## Werke (Auszug)

### Romane
- 1973: Tales of the Paria Main Road (Creative Advertising)
- 1988: A Diary of Dreams (Paria Publishing)
- 2011: The Voice in the Govi (Paria Publishing)
- 2013: From the Gates of Aksum (Paria Publishing)
- 2016: Roume de St. Laurent … A Memoir (Paria Publishing)

### Sachbücher
- 1985: A Photograph Album of Trinidad at the Turn of the 19th Century (Paria Publishing)
- 1987: From Colonial to Republic (Republic Bank, mit Selwyn Ryan und Ronald Harford)
- 1991: Folklore and Legends of Trinidad and Tobago (Paria Publishing)
- 1991: The Book of Trinidad (Paria Publishing, mit Bridget Brereton)
- 2000: The Angostura Story (Paria Publishing)
- 2002: The Angostura Historical Digest (Paria Publishing)
- 2004: Scotiabank – The First 50 Years (Paria Publishing)
- 2006: The History of Ansa McAL in the Caribbean (Paria Publishing)
- 2010: The Cult of the Will (Paria Publishing)

## Auszeichnungen
- 2007: Hummingbird Medal in Gold
- 2007: Lifetime Achiever Heritage Preservation Award des National Trust of Trinidad and Tobago
- 2015: Ehrendoktorwürde der University of the West Indies[8]